# Série de Bell
Em matemática, uma série de Bell é uma série de potências usada para estudar as propriedades de funções aritméticas. As séries de Bell foram introduzidas e desenvolvidas por Eric Temple Bell.
Dada uma função aritmética {\displaystyle f} e um número primo {\displaystyle p}, define-se a série de potências formalmente {\displaystyle f_{p}(x)}, chamada agora de série de Bell de {\displaystyle f} módulo {\displaystyle p} como:
{\displaystyle f_{p}(x)=\sum _{n=0}^{\infty }f(p^{n})x^{n}.}
Pode-se demostrar que duas funções multiplicativas são idênticas se todas as suas séries de Bell são iguais; isto às vezes chama-se teorema de unicidade. Dadas as funções mutiplicativas {\displaystyle f} e {\displaystyle g}, tem-se que {\displaystyle f=g} se e somente se:
{\displaystyle f_{p}(x)=g_{p}(x)} para todos os primos {\displaystyle p}.
Duas séries podem ser multiplicadas (às vezes chama-se de teorema de multiplicação): Para duas funções aritméticas quaisquer {\displaystyle f} e {\displaystyle g}, seja {\displaystyle h=f*g} sua convolução de Dirichlet. Então, para cada primo {\displaystyle p}, tem se que: 
{\displaystyle h_{p}(x)=f_{p}(x)g_{p}(x).\,}
Em particular, isto converte em algo trivial encontrar a serie de Bell de uma inversa de Dirichlet.
Se {\displaystyle f} é uma função completamente multiplicativa, então: 
{\displaystyle f_{p}(x)={\frac {1}{1-f(p)x}}.}

## Exemplos
A continuação mostra as séries de Bell de funções aritméticas mais conhecidas.
- A função de Möbius {\displaystyle \mu } tem {\displaystyle \mu _{p}(x)=1-x.}
- A função φ de Euler {\displaystyle \varphi } tem {\displaystyle \varphi _{p}(x)={\frac {1-x}{1-px}}.}
- A identidade multiplicativa da convolução de Dirichlet {\displaystyle \delta } tem {\displaystyle \delta _{p}(x)=1.}
- A função de Liouville {\displaystyle \lambda } tem {\displaystyle \lambda _{p}(x)={\frac {1}{1+x}}.}
- A função potência Idk tem {\displaystyle ({\textrm {Id}}_{k})_{p}(x)={\frac {1}{1-p^{k}x}}.} Aqui, Idk é a função completamente multiplicativa {\displaystyle \operatorname {Id} _{k}(n)=n^{k}}.
- A função divisor {\displaystyle \sigma _{k}} tem {\displaystyle (\sigma _{k})_{p}(x)={\frac {1}{1-(1+p^{k})x+p^{k}x^{2}}}.}